# Anatolij Szarij
Treść tego artykułu od 2022-02 może nie być zgodna z zasadami neutralnego punktu widzenia.
Dokładniejsze informacje o tym, co należy poprawić, być może znajdują się w dyskusji tego artykułu.
 Po wyeliminowaniu niedoskonałości należy usunąć szablon {{Dopracować}} z tego artykułu.
Anatolij Anatolijowycz Szarij (ukr. Анато́лій Анато́лійович Шарі́й; ur. 20 sierpnia 1978 w Kijowie) – ukraiński dziennikarz śledczy, polityk, przedsiębiorca. Od 5 czerwca 2019 roku prezes partii politycznej Partia Szarija. Założyciel serwisu internetowego Szarij.net (ros. Шарий.net).
Autor publikacji o przestępczości zorganizowanej na Ukrainie w latach 2008–2011, uchodźca polityczny w Unii Europejskiej. Od maja 2014 roku – prowadzący autorski kanał w serwisie YouTube, którego tematem głównym jest bieżąca krytyka materiałów ukraińskich środków masowego przekazu (rzadziej – rosyjskich i zachodnich) związanych z wydarzeniami na Ukrainie po Euromajdanie, a także działalność władz Ukrainy.

## Życiorys
Urodził się 20 sierpnia 1978 roku w Kijowie. Według własnych słów, ukończył Kijowską Wyższą Szkołę Inżynierii Czołgowej oraz był uczestnikiem pomarańczowej rewolucji. Posiada obywatelstwo Ukrainy i Unii Europejskiej.
Karierę dziennikarską rozpoczął na początku 2005 roku, a wcześniej przez wiele lat borykał się z uzależnieniem od hazardu. Według Szarija, został on wybawiony od nałogu przez swój apel ku Bogu.
Jego dziadek po kądzieli, Jurij Ołeksandrowycz Horski (1910–1941), porucznik 46 Samodzielnego Dywizjonu Artylerii Przeciwlotniczej, brał udział w walkach frontu wschodniego II wojny światowej i zginął w pobliżu Krasnej Polany.
Jego pradziadek, dziedziczny szlachcic Ołeksandr Kłementijowycz Horski, nie wyemigrował po rewolucji 1917 roku, prowadził budowę obiektów użyteczności publicznej, a w 1937 roku został oskarżony o szpiegostwo i stracony. Prababcia Ołena Mychajliwna Horska została wywieziona na zesłanie i spędziła 16 lat w więzieniu. W 1956 roku oboje zostali całkowicie zrehabilitowani.
Jego pierwszą żoną była Olha Rabułeć, od marca 2012 roku redaktorka kolorowych czasopism: „Love”, „Twojo zdorowje”, „Twoj małysz”, „Sczastliwyje roditieli”. W maju 2012 roku para rozwiodła się. Z tego małżeństwa Anatolij Szarij ma córkę Katerynę, urodzoną w 2011 roku.
W 2013 na terenie Unii Europejskiej zaręczył się z dziennikarką Olhą Bondarenko. W 2017 para wzięła ślub. Olha jest redaktorem naczelnym serwisu Szarij.net, a od marca 2018 roku także prowadzi swój kanał w serwisie internetowym YouTube.

## Działalność dziennikarska

### Działalność dziennikarska do 2011 roku
Od 2005 roku pracował w kolorowych magazynach „Natali”, „Jedinstwiennaja”, „Polina”, w ukraińskiej gazecie „Siegodnia”, a także pisał artykuły do ukraińskiego dodatku „Moskowskiego Komsomolca”. Okres pracy Szarija w kobiecych czasopismach obejmuje jego artykuł „Dlaczego dziecko śpi” z grudnia 2006 roku, w którym dziennikarz poruszył kwestię wykorzystywania dzieci przez zawodowych żebraków w Kijowie. Od 2008 roku Szarij regularnie publikował w serwisach internetowych „From-UA” oraz „Obozrewatiel”. Od 2008 do 2012 roku kierował działem śledczym portalu Obozrewatiel.
W październiku 2009 roku Szarij opublikował artykuł zatytułowany „Publiczny dom dziecka”. Opowiada on o ogromnym (5000 m²) stylowym (z basenami i salonami spa) domu dziecka „Perłynka” w Odessie, otoczonym monitoringiem wideo, w którym mieszkają tylko 23 chłopcy i dziewczęta, a liczba pracowników jest prawie dwukrotnie większa od liczby dzieci. Eleganckie zagraniczne samochody podjeżdżają w pobliże sierocińca nocą, rano zaś odjeżdżają. Od 2007 roku deputowany do Rady Najwyższej Mychajło Syrota i Switłana Diadczenko, przewodnicząca rady nadzorczej ogólnoukraińskiej organizacji publicznej „Suspilstwo riwnych możływostej” (tł. „Społeczeństwo równych szans”), domagali się kontroli działalności sierocińca, zwracali się do Ministerstwa Spraw Wewnętrznych, prokuratury i Służby Bezpieczeństwa Ukrainy. W 2008 roku Mychajło Syrota zginął w wypadku samochodowym.
Po tym jak SBU rozpoczęła kontrolę, dziennik odwiedzin Perłynki zaginął. Personel odmówił lekarzom i psychologom możliwości odwiedzenia dzieci i ich zbadania, argumentując, że dzieci zostałyby zranione psychicznie. Latem 2010 roku Oksana Drogan, dyrektor wykonawczy fundacji charytatywnej „K”, która wybudowała i jest właścicielem stylowego sierocińca, pozwała Szarjia do sądu o zniesławienie. 4 sierpnia 2010 roku Szarij opublikował drugi artykuł, „Za artykuł o pedofilii – pod sąd”, w którym odpierał stawiane mu zarzuty. 15 września Szarij otrzymał telefon z numeru stacjonarnego w Odessie, w którym nieznany mężczyzna poradził mu, aby zapłacił żądaną nawiązkę, w przeciwnym razie grożąc „odcięciem i utratą głowy”. Tego samego wieczoru dziennikarz złożył zawiadomienie do SBU, która jednak nie zareagowała w żaden sposób na otrzymany sygnał.
19 września Szarij został uznany winnym przez sąd w procesie, jaki wytoczył mu dom dziecka Perłynka i został zobowiązany do zapłaty zadośćuczynienia fundacji K za szkody moralne w wysokości 1000 hrywien. Według Szarija przegrał on sprawę, ponieważ materiały, które przedstawił sądowi w sprawie sierocińca, zawierały jedynie kopie rozmów między deputowanym Syrotą i przedstawicielem Prokuratury Generalnej. Sędzia Łozynska zażądała od powoda oryginalnego nagrania rozmowy, którego on nie mógł dostarczyć, ponieważ Prokuratura Generalna nie rozpatruje takich wniosków od osób fizycznych. Wszystkie propozycje Szarija dotyczące skierowania wniosku za pośrednictwem sądu bezpośrednio do Prokuratury Generalnej zostały odrzucone.

### Śledztwa dziennikarskie w 2011 roku
Wiosną 2011 roku Szarij zaczął pisać artykuły na temat walki z przestępczością zorganizowaną, ponieważ uzyskał dostęp do informacji na temat handlu narkotykami i nielegalnego hazardu. W 2011 roku, wraz z dziennikarzami kanału „1+1”, Szarij przeprowadził serię dochodzeń poświęconych „przykrywaniu” handlu narkotykami na Ukrainie przez organy mające zwalczać ten handel. Rezultatem takich dochodzeń było zwolnienie szeregu wysokich rangą urzędników MSW oraz zamknięcie trzech punktów aptecznych w Kijowie. 7 czerwca ukazała się pierwsza część artykułu „UBNON pluje w twarz ministrowi?”, który stał się punktem wyjścia do konfrontacji Szarija i MSW Ukrainy.
Z dziennikarzami kanału telewizyjnego 1+1 przeprowadzono kilka dochodzeń, które potwierdziły zaangażowanie MSW w ochronę działalności nielegalnych kasyn w Kijowie. W dniu 12 lipca 2011 roku Szarij i zespół kanału telewizyjnego 1+1 zostali uwięzieni w jednym z kasyn.
29 czerwca 2011 roku Szarij opublikował pierwszą część śledztwa w sprawie zabójstwa właściciela supermarketu „4room”, w którym oskarżył kierownictwo MSW o korupcję. 29 czerwca 2011 roku Szarij opublikował operacyjne nagranie wideo MSW, na którym Artur Ałojan, przedstawiciel szeroko znanego klanu Ałojanów na Ukrainie, nakazał zabicie kijowskiego biznesmena. Szarij twierdził również w materiale, że Merab Susłow, obywatel rosyjski, który został postawiony przed sądem za zabójstwo biznesmena Szababa Ałojana w 2009 roku, jest niewinny. Szarij oskarżył kierownictwo ukraińskiego MSW, reprezentowane przez ministra spraw wewnętrznych Anatolija Mohylowa i jego zastępcę, generała dywizji Wasyła Farynnyka, o to, że wypuszczono Artura Ałojana, ponieważ ministerstwo otrzymało łapówkę w wysokości półtora miliona dolarów. 21 września 2011 roku Szarij opublikował artykuł „Ukraińskie MSW i Jezydzi. Miliony na krwi. Część 1.”, w której ponownie zarzucił kierownictwu MSW, że Merab Susłow, oskarżony o zabicie właściciela 4room, jest więziony niezgodnie z prawem. W tym samym dniu zamknięto sprawę nr 09-22896 o usiłowanie zabójstwa Szarija i wszczęto sprawę karną przeciwko samemu dziennikarzowi z art. 383 ust. 2 kodeksu karnego (za „zainscenizowanie zamachu”). 23 grudnia 2011 r. ukazał się artykuł „Osobista sprawa generała Krykuna”, w którym opisuje on pracę milicji, mocniej dotykając rodziny Ałojanów.
W listopadzie 2011 roku, w rezultacie śledztwa Szarija zatrzymano kijowskiego zabójcę psów. „Dwa dni temu »Świadek« opowiadał historię 19-letniego chłopaka, który ze szczególnym sadyzmem znęcał się nad zwierzętami. Film strasznych męczarni zwyrodnialec publikował w Internecie. Na ślad szumowiny jako pierwszy wyszedł dziennikarz, a w końcu zatrzymała go milicja”. Materiał o śledztwie został przyjęty kilka godzin po jego wysłaniu i opublikowany na stronie internetowej pod tytułem „Jak »Obozrewatiel« namierzył kijowskiego szaleńca”.

### Postępowania karne

#### Sprawa strzelaniny w McDonaldzie
1 maja 2011 roku Szarij dwukrotnie wystrzelił w stronę gościa restauracji McDonald’s w Kijowie. Według jego słów, kiedy jadł posiłek z żoną, nieznany mężczyzna podszedł do stolika i zaczął ich obrażać. Gdy dziennikarz poprosił go, by się uspokoił, ten zaproponował, aby wyszli na zewnątrz „to załatwić”. W następstwie poza murami restauracji, Szarij strzelił do niego dwa razy z pistoletu na kule gumowe, trafiając w nogę i brzuch. Szarij sam zadzwonił na milicję, został zatrzymany, a jego broń została zarekwirowana.
6 czerwca, w Dniu Dziennikarza Ukrainy, Szarij został nagrodzony przez wiceministra spraw wewnętrznych Wasyla Farynnyka „za profesjonalizm i obiektywizm w relacjonowaniu działalności MSW”.
16 czerwca, koledze Szarija, dziennikarzowi Ołeksandrowi Czałenko doradca ministra spraw wewnętrznych Kostiantyn Stohnij przekazał informację, że naczelnikowi Głównego Zarządu MSW generałowi Ołeksijowi Krykunowi minister Anatolij Mohylow osobiście postawił zadanie „rozwiązać problem z Szarijem”, w celu zapobieżenia publikacji kolejnych negatywnych materiałów o działalności ministerstwa w sferze zwalczania nielegalnego obrotu narkotykami. 20 czerwca Szarij zorganizował konferencję prasową w redakcji Obozrewatiela i oświadczył, że „sprawa strzelaniny w McDonaldzie” to presja ze strony MSW i UBNON; jednocześnie powiedział, że żyje jawnie i nie zmienia swojego telefonu komórkowego. Wydawana w USA gazeta „Jewriejskij mir” opublikowała artykuł, według którego nazwisko nieznanego mężczyzny, który wywołał konflikt w jadłodajni, figurowało na listach zewnętrznych agentów kijowskiej milicji. W dniu 21 czerwca została wszczęta sprawa karna przeciwko Szarijowi na podstawie art. 296 ust. 4 kodeksu karnego. W redakcji Obozrewatiela zjawili się milicjanci i wręczyli dziennikarzowi wezwanie, co także zarejestrowali za pomocą kamer wideo. Śledczy Szewczenkowskiego Wydziału Śledczego 3. Wydziału Terytorialnego Milicji zbadali sprawę w ciągu czterech dni roboczych. 29 czerwca przekazano mu postanowienie.
Podczas rozprawy w sprawie nr 10-26059 dotyczącej strzelaniny w McDonaldzie, świadkowie oskarżenia oświadczyli, że zanim złożyli zeznania w Szewczenkowskim Rejonowym Zarządzie Głównego Zarządu MSW, byli zapoznani z nagraniem z monitoringu. Sędzia odrzucił wszystkie wnioski o przesłuchanie świadków w sprawie, które, zdaniem Szarija, mogłyby zakwestionować akt oskarżenia, o zażądanie nagrania wideo z sali restauracji, o ustalenie rozkładu stolików itp. Na rozprawie obiecali być obecni obserwatorzy z „przedstawicielstwa Komisji Europejskiej w Kijowie”.
Niespełna osiem lat później, w kwietniu 2019 roku Szewczenkowski Sąd Rejonowy Kijowa podjął decyzję o anulowaniu nakazów aresztowania oraz zwróceniu sprawy do prokuratury w Kijowie w celu przeprowadzenia dalszego dochodzenia.

### Próba zamachu na życie
12 lipca 2011 o godz. 3:30 w nocy, kilka godzin po incydencie w nielegalnym kasynie, kiedy to Szarij i ekipa filmowa kanału 1+1 zostali zamknięci w pomieszczeniu przez uciekających pracowników, na ulicy Radczenko w stronę samochodu Szarija padły strzały. W rezultacie została przestrzelona przednia i tylna szyba samochodu, a śrutem uszkodzono wnętrze kabiny. Sam dziennikarz nie odniósł żadnych obrażeń. Na miejsce zdarzenia przybyli dziennikarze kanału 1+1, przedstawiciele prokuratury i Głównego Zarządu Ministerstwa Spraw Wewnętrznych. Wezwano także grupę operacyjno-śledczą z kynologiem. Przez kilka godzin bezskutecznie poszukiwano śladów przestępców i broni. Dziennikarze kanału 1+1 byli na miejscu, rejestrując pracę śledczych za pomocą kamer wideo. Gdy tylko dziennikarze i Szarij wyjechali do Rejonowego Wydziału Spraw Wewnętrznych milicji, funkcjonariuszom udało się znaleźć fragmenty broni. Niemniej jednak, Szarij odmówił napisania oświadczenia i uznania siebie za poszkodowanego. Tego samego dnia śledczy Zarządu Śledczego Głównego Zarządu MSW Kijowie zatrzymał dziennikarzowi kluczyki do samochodu, który został odholowany na parking Sołomiańskiego Zarządu Rejonowego jednostki.
W październiku 2011 roku została wszczęta sprawa karna nr 09-22896 z art. 383 ust. 2 Kodeksu Karnego Ukrainy w związku z zamachem na życie dziennikarza. Naczelnik służby prasowej kijowskiej milicji, Wołodymyr Poliszuk, przedłożył wersję wydarzeń, zgodnie z którą Szarija „chciano tylko nastraszyć”, ponieważ ostrzał rozpoczął się dopiero w momencie, gdy dziennikarz wyskoczył z samochodu.
14 lipca sprawa zamachu została przejęta pod osobisty nadzór Prezydenta Ukrainy Wiktora Janukowycza, zastępcę Prokuratora Generalnego Renata Kuźmina i Ministra Spraw Wewnętrznych Anatolija Mohylowa. Przesłuchania dziennikarza trwały po 6–10 godzin, a 15 lipca pobrano od niego odciski palców oraz próbki DNA.
19 lipca w mieszkaniu matki Szarija i w mieszkaniu jego żony przeprowadzono zabronione przez ustawodawstwo Ukrainy nocne rewizje. Śledczy zabrali karty pamięci i karty SIM z telefonów komórkowych. Przedpokój został zablokowany przez milicję, która nie przepuszczała na miejsce przeszukania ani adwokatów, ani kolegów dziennikarza z kanału 1+1. Dwa dni później MSW przekazało do mediów kolejny komunikat, w którym poinformowało, że 20 lipca sprawa Szarija została przekazana do sądu.
Wersja Ministerstwa Spraw Wewnętrznych o inscenizacji
5 października 2011 roku Wydziału Kontaktów Społecznych Głównego Zarządu MSW mieście Kijowie wydał komunikat prasowy pod tytułem „Próba zabójstwa okazała się inscenizacją”. W treści stwierdzono, że dziennikarz upozorował zamach. 6 października Szarij miał uczestniczyć w „okrągłym stole” w sprawie wolności słowa z udziałem prezydenta Janukowycza. Zaproszenie dla dziennikarza zostało jednak anulowane.
Ministerstwo Spraw Wewnętrznych podało, że na naboju pozostałym w lufie strzelby, z której oddano strzał w samochód Szarija, znaleziono jego odcisk palca. Jednocześnie przedstawić tego dowodu nie może, ponieważ po przeniesieniu odcisku na taśmie w celu wysłania do Naukowo-Badawczego Centrum Ekspertyz Kryminalistycznych MSW, odcisk na naboju został zniszczony. 27 października Szarij opublikował list otwarty do ministra spraw wewnętrznych Mohylowa, w którym bezpośrednio oskarżył go o naciski.

### Azyl polityczny
Pod koniec 2013 roku obie sprawy karne Szarija na Ukrainie były na etapie postępowania sądowego. Raport roczny organizacji praw człowieka Human Rights Watch z 2011 roku wymienił atak na Szarija jako jeden z przejawów pogarszającej się sytuacji dziennikarzy na Ukrainie.
7 lutego 2012 roku Szarij został umieszczony na ogólnokrajowej liście poszukiwanych. W dniu 19 marca udzielił wywiadów, w których poinformował, że znajduje się na terytorium Unii Europejskiej i ubiega się o azyl na Litwie.
8 czerwca 2012 media poinformowały, że Szarij otrzymał status uchodźcy w Unii Europejskiej. Według komentarzy medialnych, był on też pierwszym ukraińskim dziennikarzem, który otrzymał taki status w kraju UE w ostatnich latach.
Według samego Szarija pomocy udzielało mu wiele osób, w tym były minister gospodarki Bohdan Danyłyszyn, współpracownik Julii Tymoszenko.
16 lipca 2013 roku na wniosek władz ukraińskich Interpol aresztował Szarija w Holandii. 18 lipca Ministerstwo Spraw Zagranicznych Ukrainy wydało komunikat w sprawie możliwej ekstradycji Szarija. Jednak tego samego dnia sąd holenderski odmówił ekstradycji dziennikarza na Ukrainę.

### Działalność po 2014 roku
Publikując treści z perspektywy pro-kremlowskiej, po protestach Euromajdanu na przełomie 2013 i 2014 roku, Szarij zyskał szeroką popularność komentując wydarzenia zachodzące na Ukrainie i ujawniając fałszywki w mediach. Zaznaczył się również ostrą krytyką pod adresem ukraińskich środków masowego przekazu, które oskarżał o kłamstwa, propagandę i pranie mózgów widzom. Pierwsze nagranie na swoim kanale w serwisie YouTube zamieścił 2 maja 2014 roku. Określił się przeciwnikiem nowej władzy, za współpracę z którą krytykował także władze Rosji.
1 października 2014 roku główny kanał Szarija w YouTube został czasowo zablokowany, a odwiedzającym wyświetlał się komunikat: „To konto zostało zamknięte z powodu licznych zgłaszanych przez osoby trzecie roszczeń dotyczących naruszenia praw autorskich”. Później treść komunikatu na stronie kanału uległa zmianie, w miejsce „roszczeń dotyczących naruszenia praw autorskich” podano „w związku z poważnymi naruszeniami”. Nie czekając na przywrócenie zablokowanego kanału, dziennikarz stworzył drugi o podobnej treści. 15 października, po rozpatrzeniu skarg przez administrację serwisu, główny kanał został przywrócony. 27 października 2014 główny kanał został ponownie usunięty w związku z nowo otrzymanymi skargami. 11 listopada drugi kanał również był niedostępny przez kilka godzin. Według słów Szarija przyczyną było „sprawdzenie tożsamości po skardze z Ukrainy”. 14 listopada 2014 roku kanał główny ponownie stał się dostępny.
Do kwietnia 2016 dziennikarz relacjonował również wydarzenia z terenów pod kontrolą Donieckiej i Ługańskiej Republiki Ludowej. Zaprzestał tego po negatywnej reakcji na film z okazji dnia niepodległości DRL i ŁRL ze strony swoich subskrybentów i mieszkających w tych regionach osób, którzy oskarżyli Szarija o umyślne zniekształcenie informacji, nieprawidłowe formułowanie pytań i celowy wybór respondentów. Jednocześnie Szarij kontynuuje pracę w ramach swojego projektu „Od normalnych ludzi”, który polega na przekazywaniu pieniędzy starszym mieszkańcom, którzy znajdują się w strefie konfliktu w obwodach donieckim i ługańskim.
14 listopada 2017 Szarij wstąpił do Europejskiej Federacji Dziennikarzy i otrzymał stosowne międzynarodowe poświadczenie.
Od 2017 roku zaczął także relacjonować wydarzenia w Rosji, a przedmiotem krytyki był m.in. polityk Aleksiej Nawalny. Wcześniej dziennikarz popadł w konflikt z rosyjskim bloggerem Dmitrijem Iwanowem (kamikadze_d), który oskarżył go o pracę dla Kremla, a który zarazem zdaniem Szarija był związany z Aleksiejem Nawalnym. Według słów Szarija, to właśnie atak ze strony kamikadze_d stał się pierwotną przyczyną podjęcia przez niego tego tematu.
W dniu 26 sierpnia 2018 r. zweryfikowane konto Szarija w serwisie Facebook, które miało w tym czasie około 280 tys. subskrybentów, zostało najpierw na miesiąc zablokowane, a następnie całkowicie usunięte. W swoim filmie z 27 sierpnia dziennikarz powiedział, że stało się to z inicjatywy administracji prezydenta Petra Poroszenki, która próbuje go uciszyć, a technicznie zostało zrealizowane przy wsparciu „patriotycznie” nastawionych pracowników Facebook, etnicznych Ukraińców. Po opublikowaniu filmu i licznych apelach subskrybentów ze wsparciem do serwisu, konto Szarija zostało przywrócone, choć blokada nie została usunięta.

#### Śledztwa dziennikarskie i rezonansowe zdarzenia
Jesienią 2014 roku Szarij zwrócił uwagę na działalność Jeleny Wasiljewej, tytułowanej mianem rosyjskiej obrończyni praw człowieka, założycielki grupy w serwisie Facebook „Ładunek-200 z Ukrainy do Rosji”, która na antenie ukraińskiej stacji radiowej poinformowała o istnieniu promieni zdolnych kontrolować umysły, na które narażeni są użytkownicy rosyjskich operatorów komórkowych, a wcześniej wykorzystała dane osobowe piłkarzy drużyny Gazowik Orenburg w opublikowanej przez siebie liście poległych w Donbasie rosyjskich oficerów. W listopadzie tego samego roku dziennikarz przeanalizował kolejną listę Jeleny Wasiljewej, która tym razem za poległych żołnierzy podawała zmodyfikowane dane abiturientów z Buriacji. W ciągu następnych kilku miesięcy Szarij poświęcił jeszcze kilka swoich filmów na demaskowanie działań Wasiljewej. 4 lutego 2015 roku dziennikarz zaczął publikować nieznane wcześniej materiały w postaci nagrań audio i wideo z rozmów Wasiljewej z pewnym rozmówcą o imieniu Giennadij (według Szarija, naczelnikiem zarządu FSB obwodu kurskiego generałem-majorem Giennadijem Aleksandrowiczem Swiridowem). W trakcie rozmów Wasiljewa wielokrotnie informowała o tym, jakie kwoty udaje jej się otrzymać od rodzin ukraińskich jeńców wojennych, a także negatywnie wypowiadała się o działalności Wołodymyra Rubana, naczelnika sztabu organizacji społecznej Oficerśkyj korpus, który uniemożliwił jej zarabianie pieniędzy, uwalniając wojskowych bezpłatnie. Jednak już 6 lutego Szarij przedterminowo zakończył ów cykl filmów, tłumacząc to tym, że nie miały one odpowiedniego wpływu na ukraińskie media, które nadal zapraszały Wasiljewę jako eksperta.
Od czasu do czasu przeprowadzał prowokacje przeciwko ukraińskim mediom. W maju 2017 roku wysłał „kompromitujące materiały” na samego siebie do dziennikarzy kanału „5”. We wrześniu 2018 roku dostarczył fałszywe dokumenty dziennikarzom programu „Szustrowa Live” na kanale „Espreso TV” o możliwym finansowaniu stacji telewizyjnej NewsOne przez rosyjskiego oligarchę Olega Dieripaskę. W oparciu o wyemitowany następnie reportaż Maksym Burbak, przedwodniczący frakcji Front Ludowy w Radzie Najwyższej, złożył wniosek do SBU.
W maju 2018 roku Szarij opublikował serię filmów wideo, przedstawiających antysemickie i inne rasistowskie wpisy w serwisie Facebook ukraińskiego konsula w Hamburgu Wasyla Maruszczyncia. Ukraińscy urzędnicy próbowali zdystansować się od Maruszczyncia twierdząc, że nic nie wiedzieli o jego poglądach. Szarij dowodził, że nie mogło być to prawdą, ponieważ wiele tego typu wpisów było za pomocą funkcji w serwsie ocenianych pozytywnie przez ukraińskich dyplomatów, a Maruszyneć prezentował swoje opinie nie tylko we wpisach o ograniczonej widoczności na Facebooku, ale również na otwartych forach internetowych. Publikacja zrzutów ekranu wywołała szerokie oburzenie, po czym o rozpoczęciu postępowania dyscyplinarnego poinformował minister spraw zagranicznych Pawło Klimkin. 30 maja 2018 roku konsul został zwolniony.
W czerwcu 2018 roku Antolij Szarij wraz z żoną opublikowali protokoły z przesłuchań ukraińskiego aktywisty Hennadija Afanasjewa (które to zeznania w trakcie procesu on odwołał twierdząc, że zostały wymuszone torturami), które zawierały jego zeznania obciążające Ołeha Sencowa, w tym czasie odbywającego głodówkę w więzieniu w Rosji. Kanały telewizyjne 112 Ukraina i NewsOne, które wzięły udział w relacjonowaniu tego tematu, były posądzane za łamanie standardów dziennikarskich. Temat wywołał szeroki rezonans w ukraińskich mediach; niektóre z nich stwierdziły, że jest to praca zaangażowana, której celem jest uczynienie sprawy Sencowa „niejednoznaczną”.
W sierpniu 2018 roku Anatolij Szarij wraz z żoną opublikowali serię filmów wideo poświęconych Ołeksandrowi Kostence, który spędził trzy i pół roku w rosyjskim więzieniu i był określany mianem więźnia politycznego. Zaraz po uwolnieniu 3 sierpnia skontaktował się z nim telefonicznie prezydent Ukrainy Petro Poroszenko, który nazwał byłego więźnia „człowiekiem o pryncypialnej postawie”. W stolicy Ukrainy, dzięki staraniom premiera Wołodymyra Hrojsmana i burmistrzowi Kijowa Witalija Kłyczki, Kostence znaleziono mieszkanie. Małżonkowie Szarij zaczęli publikować filmy, w których pokazali, że Kostenko w 2014 roku został aresztowany przez Służbę Bezpieczeństwa Ukrainy. U Kostenko i jego wspólnika Stanisława Krasnowa został znaleziony wtedy w mieszkaniu skład broni i według SBU, obaj udawali aktywistów Euromajdanu, zaś w rzeczywistości działali w interesie rosyjskich służb specjalnych i chcieli zorganizować atak terrorystyczny. Następnie Olha i Anatolij Szariji opublikowali dokumenty, zgodnie z którymi Kostenko, po przeniesieniu się na terytorium Krymu, zwrócił się o uzyskanie rosyjskiego obywatelstwa, po czym został w trakcie specjalnej operacji zatrzymany, a następnie postawiony przed sądem. A w swoich zeznaniach, między innymi, stwierdził fakt współpracy z rosyjskimi służbami specjalnymi. Według własnych zeznań miał m.in. otrzymać półtora tysiąca dolarów za przekazanie interesujących służby informacji.
14 stycznia 2020 roku w Wydziale Gospodarki Mieszkaniowo-Komunalnej w Mikołajowie pracownicy Służby Bezpieczeństwa Ukrainy przeprowadzili rewizję na podstawie postanowienia wydanego w ramach dochodzenia w postępowaniu karnym w sprawie możliwych nadużyć podczas odbudowy Placu Sobornego. Jak przyznał burmistrz miasta Ołeksandr Senkewycz, przeszukania zostały przeprowadzone z powodu publikacji Szarija, który we wrześniu 2019 roku w jednym ze swoich filmów zakwestionował przejrzystość przetargu na przebudowę placu i zasugerował istnienie zmowy między firmą, która wygrała przetarg po zawyżonej cenie a administracją miejską.

#### Krytyka prezydenta Poroszenki i prześladowanie ze strony prezydenckiej administracji
Podczas prezydentury Petra Poroszenki Anatolij Szarij wielokrotnie występował z krytyką jego działalności, w szczególności działań prezydenta dotyczących uregulowania sytuacji na wschodzie Ukrainy, budowania wizerunku politycznego na konflikcie, a także nagłaśniania wątpliwych, w opinii dziennikarza, sukcesów i osiągnięć, które albo nimi nie były wcale, albo były zasługą jego poprzedników. W odpowiedzi na krytykę, według samego Szarija, administracja prezydenta rozpoczęła kampanię dyskredytującą dziennikarza, angażując m.in. Marka Fejgina, który rozpowszechniał informacje o toczącym się postępowaniu karnym o pedofilię wobec dziennikarza na terenie Unii Europejskiej. Ponadto administracja złożyła zapytanie do przedsiębiorstwa Google, w którym zażądała ujawnienia miejsca pobytu autorów kilku kanałów w serwisie YouTube, w tym Anatolija Szarija.
W odpowiedzi na te działania, w grudniu 2018 roku, w czasie kampanii wyborczej przed nadchodzącymi wyborami, Szarij zaoferował 15 000 hrywien każdemu, kto publicznie zapyta urzędującego prezydenta o powody prześladowania dziennikarza Szarija. Na początku 2019 roku kampania nabrała szerszego charakteru i pytania o prześladowania dziennikarza rozbrzmiewały licznie podczas wieców prezydenta w wielu miastach Ukrainy. W wielu przypadkach reakcja prezydenta i jego ochrony na pytania obywateli przybierała formę ostrej konfrontacji: ochroniarze prezydenta wybijali telefony komórkowe z rąk pytających, pracownicy Służby Bezpieczeństwa Ukrainy śmiałków bili, a sam prezydent zrywał z głów czapki, klepał po twarzy i szczypał za nos tych, którzy zadawali pytanie. Ponadto, na samym początku kampanii Poroszenko, odpowiadając na pytanie o prześladowania dziennikarza, powiedział: „Anatolij Szarij nie jest ukraińskim dziennikarzem, on pracuje dla Rosji”. W odpowiedzi Szarij pozwał Poroszenkę o zniesławienie.
W lutym 2019 roku w trakcie kampanii prezydenckiej, Szarij zasugerował, że pomoc materialna, którą prezydent po reelekcji obiecał rozdać osobom o niskich dochodach, ma na celu zebranie danych osobowych, które zostaną wykorzystane do utworzenia równoległej listy wyborców. Dziennikarz opublikował również dane dotyczące jednej komisji wyborczej, w której 8 z 10 członków komisji, chociaż formalnie reprezentować będą kandydatów niezależnych, to w rzeczywistości otrzymają polecenia i instrukcje od sztabu obecnego prezydenta.
Na przełomie lutego i marca dziennikarze serwisu bihus.info upublicznili korespondencję kierownictwa państwowego holdingu zbrojeniowego Ukroboronprom, którzy według publikacji mieli zajmować się praniem pieniędzy na zakupionych w Rosji częściach do sprzętu wojskowego. Anatolij Szarij przedstawił dokumenty mające świadczyć o tym, że należąca do prezydenta Petra Poroszenki firma Leninśka Kuznia brała czynny udział w grabieży środków z państwowego budżetu, sprzedając świadomie nieodpowiednie części po zawyżonej 3-6 razy cenie.

#### Krytyka Sług Ludu, sprawy śmierci na Euromajdanie i aktywistów
Po dojściu do władzy prezydenta Wołodymyra Zełenskiego i jego ugrupowania Sługa Ludu Szarij zaczął otwarcie krytykować działaczy partii, utworzony przez nią rząd, a zwłaszcza prokuratora generalnego Rusłana Riaboszapkę. Szarij zarzucał rządzącym niechęć do spełnienia obietnic wyborczych w zakresie ścigania i wszczynania postępowań karnych przeciwko przedstawicielom poprzedniej władzy, w szczególności Petrowi Poroszence, a także aktywistom i uczestnikom operacji wojskowej na wschodzie kraju, którzy ze względu na swój szczególny status (w tym z powodu niejawnej pracy dla SBU) unikali kary za popełnione przestępstwa częściowo lub całkowicie.
W grudniu 2019 roku Szarij wspólnie z Ołeną Łukasz opublikowali szereg materiałów poświęconych wydarzeniom w czasie protestów na Euromajdanie. Według ich ustaleń, śmierć nawet połowy osób z listy Bohaterów Niebiańskiej Sotni nastąpiła poza Euromajdem w okolicznościach, które z trwającymi protestami nie miały bezpośredniego związku. Ponadto Szarij opublikował opracowanie SBU, według którego w czasie protestów w lutym 2014 roku uczestnicy Euromajdanu mieliby zostać nakryci podczas prowadzenia laboratorium chemicznego, gdzie gromadzono materiały do konstruowania koktajli Mołotowa i ładunków wybuchowych.
W styczniu 2020 roku Szarij opublikował materiały z postępowania karnego w sprawie zabójstwa publicysty i pisarza Ołesia Buzyny, które miało miejsce w Kijowie w kwietniu 2015 roku. Według dziennikarza, materiały śledztwa, które zawierają wyniki licznych badań, w tym analizy DNA, pozwalają stwierdzić ze stuprocentową pewnością, że mordercami byli działacze i uczestnicy Euromajdanu Andrij Medwedʹko i Denys Poliszczuk, którzy w 2015 roku byli podejrzanymi w tej sprawie i z których w maju 2016 roku usunięto wszystkie środki zapobiegawcze. Na stan z początku 2020 roku zarówno Poliszczuk, jak i Medwedʹko byli na wolności. Poliszczuk stał na czele grupy roboczej przy Ministerstwie ds. Kombatantów, której zadaniem było monitorowanie poszanowania praw i wolności skazanych i aresztowanych, co również przykuło uwagę dziennikarza, zaś Medwedʹko został członkiem Rady Kontroli Obywatelskiej przy Narodowym Biurze Antykorupcyjnym Ukrainy. Według Szarija, politycy partii rządzącej celowo angażowali przestępców do pracy w swoich strukturach, by ci ostatni mogli uniknąć kary.

## Pozwy sądowe po 2014 roku

### Pozew przeciw Ołenie Manczenko
W listopadzie 2015 roku Szarij zwrócił się do Obołońskiego Sądu Rejonowego w Kijowie z pozwem „o ochronę czci, godności i reputacji zawodowej” przeciw swojej siostrze przyrodniej Ołenie Manczenko. W swoim pozwie, Szarij zażądał, aby Manczenko sprostowała rozpowszechnione w sieci informacje, że jest on „pedofilem i złodziejem”, a jego współlokatorka Olha Bondarenko „zajmuje się prostytucją”. 19 stycznia 2016 roku, sąd oddalił pozew, powołując się na stanowisko Plenum Sądu Najwyższego Ukrainy nr 1 z 29 lutego 2009 roku, zgodnie z którym odpowiedzialność za rozpowszechnianie informacji o charakterze zniesławiającym spoczywa nie na osobie, która przekazała informację, lecz na osobie, która ją opublikowała, a jeżeli nie można jej ustalić – na właścicielu zasobu, w którym informacja została opublikowana, a jeżeli nie można ustalić obu, ciężar dowodu spoczywa na wnioskodawcy.
W dniu 21 marca 2019 r. Anatolij Szarij wygrał sprawę o ochronę czci i godności w sądzie w Holandii. Ołena Manczenko występowała w roli pozwanej w sprawie o zniesławienie przeciwko Szarijowi. Dziennikarz opublikował decyzję sądu, z której wynika, że sprawę Manczenko przegrała i jest zobowiązana do zapłaty 100 tys. euro tytułem zadośćuczynienia za wyrządzoną krzywdę. Następnie w tym samym miesiącu prokuratura Królestwa Niderlandów wszczęła dochodzenie w sprawie przestępstwa przeciwko Szarijowi na podstawie art. 261 (zniesławienie). Podejrzana w tej sprawie jest Ołena Manczenko.

### Pozew przeciw „Detektor media”
W lutym 2017 r. Szarij zażądał za pośrednictwem sądu sprostowania informacji opublikowanych w serwisie internetowym „Detektor media”, które jego zdaniem szkalują jego cześć, godność i reputację zawodową. Powodem był artykuł dziennikarza Bohdana Łohwynenki zatytułowany „Druga najliczniejsza biomasa. O Dożdie i nie tylko”, w którym Szarij został nazwany „tubą rosyjskiego świata” i „skandalicznym ukraińskim pseudouchodźcą”. W czerwcu Szewczenkowski Sąd Rejonowy Kijowa oddalił powództwo. W lipcu sprawa została przekazana do sądu apelacyjnego, który odrzucił powództwo 7 września. W sądzie przedstawiciele strony pozwanej stwierdzili, że definicja „rosyjskiego świata” sama w sobie nie ma negatywnych konotacji i dlatego Szarij nie powinien mieć nic przeciwko wyrażeniu „tuba rosyjskiego świata”. W sprzeciwie było powiedziane:

Istnieje wiele definicji, poglądów, koncepcji, interpretacji historii i zasad pojęciowych idei „rosyjskiego świata” (...) znamienna jest definicja podana przez dramatopisarza Aleksandra Ostrowskiego, że „rosyjski świat” jest „ludzką wspólnotą prawosławnych chrześcijan żyjących w jedności wiary, rytuału i obyczajów”.

### Pozew przeciw Markowi Fejginowi oraz apelacja
13 lipca 2017 roku na antenie stacji radiowej „Goworit Moskwa” w programie „Swoja prawda” rosyjski adwokat Mark Fejgin oświadczył: „Przeciw niemu [Szarijowi] toczy się sprawa o pedofilię, myślę, że ma się kto nim zajmować. Więc ten towarzysz, mam nadzieję, prędzej czy później zostanie pociągnięty do odpowiedzialności”. Na sprzeciw prowadzącego, że informacja o sprawie karnej przeciwko dziennikarzowi jest nieprawdziwa, Fejgin w deklaratywnej formie stwierdził: „Odnośnie Szarjia? W pełni wiarygodna”.
18 lipca 2017 roku prawnicy Szarija zwrócili się do Chamownickiego Sądu Rejonowego w Moskwie oraz do Komitetu Śledczego Federacji Rosyjskiej w związku z oświadczeniem adwokata Fejgina, który oskarżył dziennikarza o popełnienie przestępstwa o charakterze seksualnym. Sam Szarij poprosił o sprostowanie informacji rozpowszechnianych przez adwokata. Dziennikarz przy tej okazji także negatywnie ocenił kompetencje zawodowe Marka Fejgina, przypisując mu odpowiedzialność za wcześniejsze przegranie spraw sądowych swoich ukraińskich klientów.
25 października 2017 roku Chamownicki Sąd w Moskwie przychylił się do pozwu Szarija, nakazując Fejginowi sprostowanie rozpowszechnionych przez niego informacji i obciążając go kwotą 66 tys. rubli na pokrycie kosztów sądowych. 27 grudnia 2018 roku Mark Fejgin, wykonując wspomnianą decyzję sądu, po raz kolejny pojawił się na antenie Goworit Moskwa, gdzie zaprzeczył wcześniej rozpowszechnianej przez niego informacji o tym, że Szarijowi toczy się sprawa o pedofilę.
W grudniu 2017 roku pojawiła się informacja, że adwokat Szarija, Stalina Guriewicz, zgłożyła skargę przeciwko Markowi Fejginowi do komisji kwalifikacyjnej Moskiewskiej Miejskiej Izby Adwokackiej i Ministerstwa Sprawiedliwości Federacji Rosyjskiej (które później poparło skargę), oskarżając kolegę po fachu o oczernianie jej i jej klienta w serwisach społecznościowych przed i po procesie. Fejgin nazwał pozew próbą odsunięcia go od procesu ukraińskiego dziennikarza Romana Suszczenki. Wysłuchanie w sprawie skargi wyznaczono na 24 stycznia 2018 roku.
24 kwietnia 2018 roku Moskiewska Izba Adwokacka pozbawiła Marka Fejgina tytułu adwokata za niecenzuralne komentarze na portalach społecznościowych kierowane do innych prawników i ich klientów.
W lipcu 2018 r. Szarij złożył nowy pozew przeciwko Fejginowi, żądając od niego odszkodowania w kwocie około trzech milionów rubli tytułem zadośćuczynienia za krzywdy moralne i sprostowanie wszystkich informacji, które Fejgin przez rok rozpowszechniał przeciwko niemu w serwisie Twitter. Forum Wolnej Rosji, wśród uczestników którego jest również Fejgin, wpisało Szarija na tzw. „Listę Putina”.
W dniu 28 lutego 2019 r. sąd uwzględnił powództwo Szarija przeciwko Fejginowi. Zgodnie z decyzją sądu, Fejgin powinien w serwisie Twitter napisać, że „pomiędzy rokiem 2017 a 2018, rozpowszechniłem informację, że Szarij jest pedofilem, że ma sprawę o pedofilię, ale nie odpowiada to rzeczywistości”. Fejgin nie ma prawa usuwać tego rekordu po publikacji. Sąd postanowił również, że Fejgin winien jest zapłacić 150 tys. rubli na pokrycie kosztów sądowych i 50 tys. rubli powodowi tytułem moralnego zadośćuczynienia.

### Pozew przeciw stacji telewizyjnej „Espresso TV” i Witalijowi Portnikowowi
14 sierpnia 2017 roku Anatolij Szarij ogłosił, że sąd w Kijowie przyjął jego pozew przeciwko telewizji Espresso i dziennikarzowi Witalijowi Portnikowowi, który nazwał go na antenie „kremlowskim projektem” i mówił o powiązaniach działalności blogera z „rosyjskimi właścicielami”. Na swoim blogu Szarij zacytował kopię sprzeciwu wobec pozwu wniesionego przez stronę pozwaną, gdzie stwierdzono, że „kreml” nie oznacza moskiewskiego Kremla jako nazwy własnej, a kreml w szerokim znaczeniu, jako fortyfikacji w staroruskim mieście, a we frazie o „rosyjskich właścicielach” obecny był wprowadzający zwrot „umownie rzecz biorąc”, co rzekomo wskazywało na efemeryczność, nierealność, fikcyjny charakter tej sugestii jako całości.

### Pozew przeciw Forum Wolnej Rosji
2 grudnia 2019 roku litewski sąd przychylił się do pozwu Anatolija Szarija przeciw Forum Wolnej Rosji w sprawie o publikację oszczerstwa pod jego adresem. Ma on otrzymać 3000 euro zadośćuczynienia oraz 1200 euro na pokrycie kosztów sądowych.

## Poglądy
Anatolij Szarij jest protestantem. Swoje polityczne poglądy określa jako prawicowe, a sam siebie nazywa „kosmopolitą z odchyleniem w stronę nacjonalizmu”, a także pacyfistą. Nie popiera aneksji Krymu przez Rosję z marca 2014 roku, separatyzmu na wschodzie Ukrainy, ani Euromajdanu.

### Stosunek do homoseksualizmu
Szarij był członkiem komitetu organizacyjnego ruchu „Miłość przeciwko homoseksualizmowi”. Zgodnie z publikacją Fundacji im. Heinricha Bölla, pełniąc tę funkcję, głosił on: „Oni [homoseksualiści] powinni siąść i być szczęśliwi, że nie zostaną zabici. (…) Z ich strony powinien być szacunek; z mojej strony nie ma za co ich szanować, [to są] chorzy ludzie”. Ostateczny cel ruchu określił w słowach: „aby homoseksualiści żyli w swoich domach i nie wychodzili na ulice, do mediów i nie propagowali swojego stylu życia. (...) Domagamy się odpowiedzialności karnej za propagandę homoseksualizmu”.
W swoich blogach Szarij uzasadnia swój stosunek do homoseksualizmu wyznawanymi przez siebie poglądami religijnymi.
W 2021 Szarij przeprosił za swoje wypowiedzi sprzed 11 lat i stwierdził, że od tamtego czasu jego poglądy uległy zmianie.

## Odbiór
Rosyjski dziennikarz i prezenter telewizyjny Władimir Pozner, komentując działalność Szarija, powiedział, że Anatolij jest jednym z tych, kto ma prawo nazywać się dziennikarzem, bo, w przeciwieństwie do wielu innych, nazywa rzeczy po imieniu:

Szarij to bez wątpienia dziennikarz. Pozwolił sobie (i, o ile dobrze rozumiem, nadal pozwala sobie) pisać i mówić prawdę o Ukrainie. Kiedyś skończyło się to tym, że przyszło mu brać nogi za pas, a dziś jest zmuszony ukrywać się przed władzami tego nadzwyczaj demokratycznego kraju.

Amerykański reżyser Oliver Stone, zwracając się do Szarija, powiedział: „Walczyłeś o znalezienie prawdy w dziennikarstwie i prawdy o sytuacji na Ukrainie. W pełni się z tobą solidaryzuję”.
Rosyjski dziennikarz Siergiej Gołubicki w swoim artykule dla Nowej Gaziety, rozważając o przyczynach popularności Szarija w YouTube, jedną z nich nazwał dostosowanie jego działalności pod zainteresowania mas, a wyglądu do przeciętnego. Dziennikarz tłumaczy popularność Szarija również jego biografią:

Desperacja Szarija jest czymś, czego zwykli Rosjanie i Ukraińcy nie śmieliby wyobrazić sobie we własnej biografii, i ta desperacja (na skraju szaleństwa), niewątpliwie, nadaje jego mitologicznemu wizerunkowi pieczęć ekskluzywności.

Na dzień 12 października 2016 roku kanał zajmował 577. miejsce w rankingu VSP Group Youtube, z ponad 1 mld odsłon i ponad 853 tys. subskrypcji. Na początku kwietnia 2017 roku liczba subskrybentów kanału Szarija osiągnęła 1 milion, zaś w kwietniu 2019 roku 2 miliony.
18 marca 2019 roku firma Brand Analytics opublikowała zestawienia rankingowe rosyjskojęzycznych autorów z serwisu YouTube na luty 2019 roku. Według wskaźnika zaangażowania widzów, który firma definiuje jako sumę ocen i komentarzy, to kanał Szarija zajął 1. miejsce, z wynikiem około 3 milionów ocen i 430 000 komentarzy. Pod względem oglądalności, z 1,8 mln subskrybentów znalazł się na 38. miejscu. Firma zauważa przy tym, że tematy polityczne zwykle przyciągają niewielką część użytkowników YouTube. Latem 2019 roku Szarij spadł na 2. miejsce w kategorii wskaźnika zaangażowania, zdeklasowany przez Rosjanina Mamixa.

## Nagrody i wyróżnienia
- „Złoty Przycisk” dla twórców od serwisu YouTube za 1 milion subskrybentów na kanale (kwiecień 2017 roku)[5]